# Bruno de Colonia

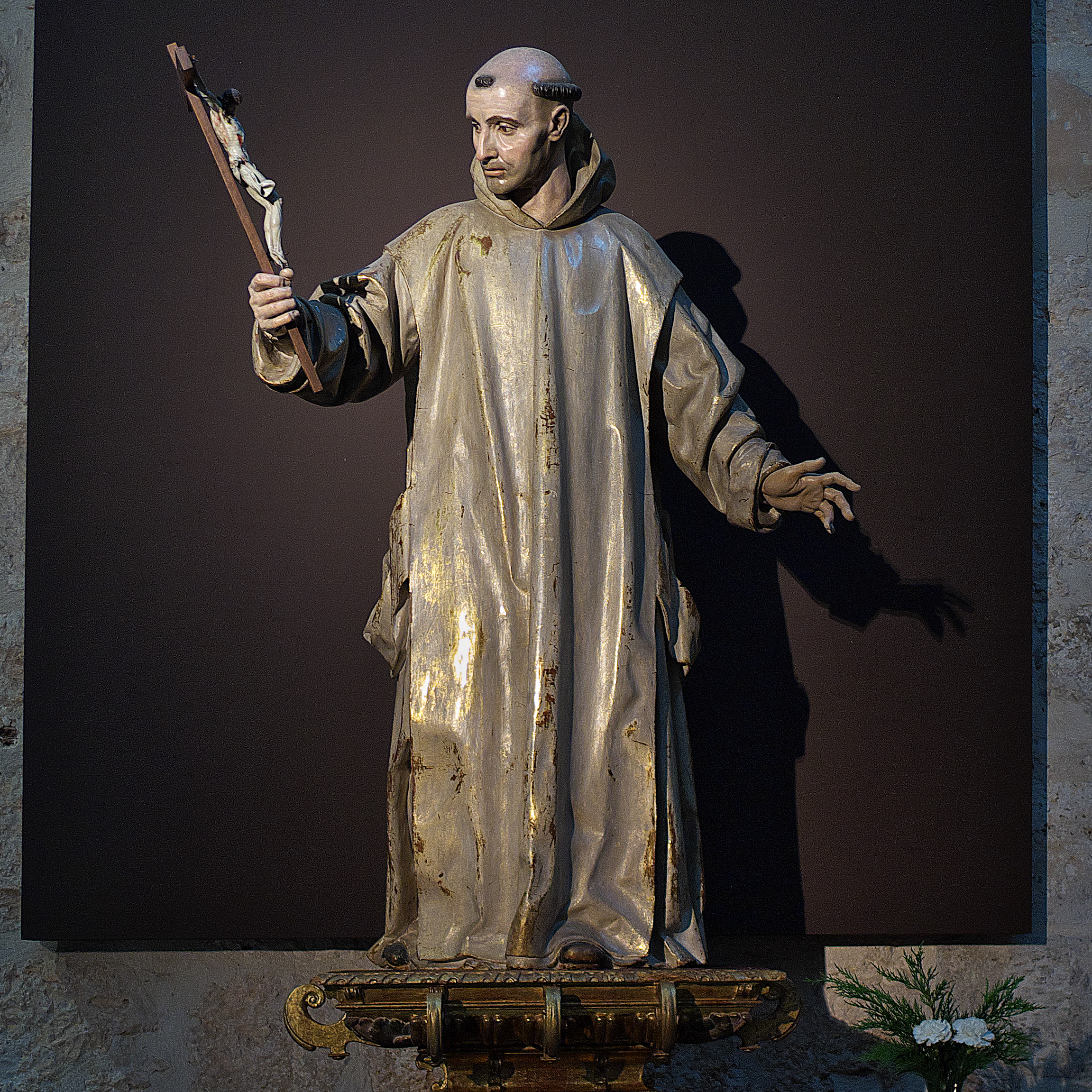
Manuel Pereira: San Bruno (1635), Cartuja de Miraflores, Burgos.

Bruno (c. 1030 - 6 de octubre de 1101) fue un sacerdote 
alemán, fundador de la orden religiosa contemplativa de los Cartujos.

## Biografía
Nació cerca del año 1030 en la ciudad alemana de Colonia, perteneciente entonces al Sacro Imperio Romano Germánico. 

### Reims
Muy joven, dejó su ciudad natal para dirigirse a la ciudad francesa de Reims, donde realizó sus estudios en la Escuela Catedralicia de Reims, de trivium, cuadrivium y teología, destacándose como un excelente alumno.
Se destacó especialmente en los estudios sobre la Sagrada Escritura. Con cerca de 26 años, pasó a ser el director de la Escuela catedralicia de Reims, que funcionaban en Francia, junto la de Chartres, París y Toulouse, donde enseñó por 20 años.
En Reims se encontraban estudiantes provenientes de toda Europa que venían atraídos por la fama y por la calidad de las enseñanzas impartidas allí.
San Bruno se convirtió en canónigo de la catedral de Reims y el arzobispo de Reims lo nombró canciller-secretario de la archidiócesis.
Bruno tuvo una disputa contra el arzobispo indigno Manasés de Gournay quien mostraba avidez insaciable por los bienes temporales, a los cuales no tenía derecho, por lo que fue depuesto en 1080 por Gregorio VII.
Pero, teniendo por delante un futuro tan brillante y siendo incluso apuntado por el legado pontificio en Francia como persona totalmente idónea para ocupar la sede arquiepiscopal de Reims, entonces la más importante de toda Francia, Bruno prefirió la vocación monástica. 

### Vocación monástica, Grenoble y fundación de la Orden de los Cartujos
Abandonó Reims y buscó un lugar solitario donde pudiera llevar una vida eremítica. Se encaminó hacia Molesmes, donde San Roberto, futuro fundador de la Orden del Císter en 1098, vivía con otros monjes una vida monástica en comunidad (vida cenobítica). Pero San Bruno, que se sentía fuertemente atraído a una vida radicalmente solitaria, una vida eremítica, se decide a abandonar este primer intento de llevar una vida monástica y optó por dirigirse más hacia el sur, hacia Grenoble, en el Delfinado, junto a los Alpes, porque se sentía atraído por la fama de santidad del obispo Hugo de Grenoble con quien se presenta en 1084.
San Hugo de Grenoble, a quien los cartujos consideran como cofundador de su Orden, recibe paternalmente a san Bruno y a sus seis compañeros, que serán los primeros siete monjes cartujos, simbolizados en el escudo de la Orden por siete estrellas, los escucha y los conduce a un lugar extremadamente solitario en su diócesis, las montañas de Chartreuse. Ahí, San Bruno y sus seis primeros compañeros - Hugo, Landuino, Esteban de Bourg, Esteban de Die, Andrés y Guerín- inician una forma de vida eremítica que con el tiempo se desarrollaría para formar la Sagrada Orden Eremítica de la Cartuja. El nombre de Cartuja deriva del nombre del lugar (Chartreuse, en francés; Cartusia, en latín).
La entrada de San Bruno en el desierto de Chartreuse se da en torno a la solemnidad de San Juan Bautista (24 de junio) de 1084. San Bruno tiene entonces cerca de 53 años.
En ese lugar, San Bruno irá creando progresivamente un modo muy particular de vivir la vida monástica, que compagina una gran parte de vida eremítica con una vivencia en comunidad. Los cartujos se establecen como una familia monástica, como una comunión de solitarios para Dios. Cada monje vive solo en su celda, de donde  sale sólo para las largas vigilias nocturnas (Maitines y Laudes), para las Vísperas y algunos días para la celebración de la Santa Misa, por la mañana. La Santa Misa y estas Horas principales del Oficio Divino (el Opus Dei, la Obra de Dios, por excelencia) se celebran en la pequeña iglesia conventual de piedra, mientras las celdas, de madera, se disponen unas cerca de las otras y unidas entre sí y con los espacios comunes (iglesia, capítulo, refectorio) al modo de un pequeño claustro, que protegía a los monjes de las frecuentes nieves y que les permitía acudir a las reuniones conventuales. Cada celda, como aún sucede hoy día en las cartujas del mundo, poseía una pequeña estufa a leña que permitía a los cartujos defenderse de los rigores del frío, tan intenso en aquellos parajes. 

San Pedro el Venerable, ilustre abad de Cluny y amigo de los cartujos, describe la vida de los cartujos, semejante al de los Padres del Desierto: 
«Allí no cesan de dedicarse al silencio, a la lectura, a la oración y también al trabajo manual, sobre todo a la copia de libros. Es en sus celdas que a la señal dada por la campana de la iglesia cumplen con una parte de la oración canónica. Para Vísperas y Maitines todos se reúnen en la iglesia. Ciertos días de fiesta cambian este ritmo de vida… Toman entonces dos comidas, cantan en la iglesia todas las Horas regulares y todos sin excepción toman la comida en el refectorio» 

### Italia: Roma y Calabria
Pero, en 1090, después de su vida solitaria en Chartreuse, su antiguo alumno en Reims, el papa Urbano II, lo llama a Roma para que le ayude en la prosecución de la Reforma Gregoriana, fuertemente impulsada por varios papas anteriores, especialmente por su antecesor, Gregorio VII, de quien la reforma toma el nombre. Por obediencia al papa, Bruno deja la Cartuja para dirigirse a Roma.
Sin embargo, San Bruno no termina por adaptarse al ambiente curial y consigue que el papa Urbano II, confirme la existencia en él de una llamada divina, de una vocación a la vida monástica contemplativa vivida en total soledad. Así, al año de llegar a Roma, en 1091, Urbano II concede a san Bruno poder retirarse de nuevo para vivir una vida totalmente eremítica. Sin embargo, el papa le pide que no se aparte de Italia. De este modo, en vez de volver a la Cartuja, San Bruno se retira a la región de Calabria, apoyado por el conde Rogerio príncipe normando, donde funda su segundo eremitorio, Santa María della Torre. Antes, san Bruno había rehusado aceptar el arzobispado de Reggio Calabria, en Italia, que el mismo sumo pontífice le ofrecía.
Finalmente, san Bruno recupera su amada soledad en Calabria. Allí vive durante sus diez últimos años de vida en la tierra, hasta su muerte el domingo 6 de octubre (día de su fiesta litúrgica) de 1101.

## Escritos
San Bruno dejó escritas dos cartas: una a su amigo, Raúl Le Verd, canónigo y luego arzobispo de Reims, y otra a sus hijos espirituales de Chartreuse, la primera cartuja por él fundada. Además, se conserva el texto de su profesión de fe, pronunciada poco antes de su muerte, en presencia de sus hermanos de la cartuja de Santa María della Torre, y se le atribuyen también un libro de comentarios a las Cartas de San Pablo y otro de comentarios a los salmos.

## Beatificación y canonización
San Bruno fue beatificado por medio de un "oráculo de viva voz", a petición de los cartujos, por el papa León X, el 19 e julio de 1514, y en 1623 el papa Gregorio XV lo canonizó por el procedimiento de canonización equivalente o extraordinaria.

## Leyenda
Una leyenda alrededor de San Bruno ha circulado desde el año 1300, en la se dice que ahí se convirtió cuando Raymond Diocres. Sin embargo para entonces Bruno ya era canónigo. Los cartujos no validan como cierta esta leyenda, en la cual muchos otros santos, también están envueltos. Bruno en sus escritos no menciona tal hecho.